# 今田長佳
今田 長佳（いまだ ながよし）は、戦国時代から江戸時代前期にかけての武将。家系は藤原南家の流れを汲む吉川氏の一門で、父は今田経高。吉川元春、元長、広家に仕え、周防国岩国領主・吉川家の家臣となる。初めは今田春佳と名乗り、一時期播磨国松岡に在したことから松岡安右衛門とも名乗った。

## 生涯
永禄5年（1562年）3月5日、吉川元春に仕える今田経高の四男として生まれる。
天正18年（1586年）11月15日に吉川元春、天正19年（1587年）6月5日に吉川元長が相次いで死去すると、後を継いだ吉川広家に仕えた。
慶長5年（1600年）の関ヶ原の戦いにより毛利氏が防長2ヶ国に減封されると、吉川広家も出雲国13万石から周防国岩国3万石（後に6万石）の領主となったため、同年10月中旬に大坂にいた広家は配下の士卒の大半を出雲国へ帰し、特に同行を希望する者のみ岩国に随行することを許した。この時、父・経高や長佳の今田氏も岩国に移っている。
周防国玖珂郡由宇村に上陸した広家らは由宇村を一時的な拠点とし、卜占の結果、岩国の横山に城を築くこととなったが、その前に広家に従う千数百人の家臣団とその家族や、家臣団の消費を賄う数百人の町人とその家族らを収容する城下町を造ることが最優先事項となった。その際の城下町の規模としては1000戸の侍屋敷と230軒の町屋敷が見積もられ、広家自ら現地を視察して城下町の屋敷割りを立案した。その際に手伝いとして長佳は祖式長好、二宮長実、草野豊後守らと共に錦川対岸にある新見の屋敷割りを命じられている。
屋敷割りの計画案は慶長6年（1601年）秋に完成し、慶長7年（1602年）には、横山に150軒、錦見に780軒、今津に100軒、川西に150軒の新都市を建設する大工事に開始した。また、伊勢ヶ岡の麓を迂回して南に流れていた錦川の改修工事も並行して行われている。
岩国城の築城については、慶長7年（1602年）に広家の考案を基とした設計案が完成し、慶長8年（1603年）春に起工式を行った。長佳は祖式長好、二宮長実、吉田宗右衛門と共に普請奉行に任命されている。岩国城の築城工事は慶長9年（1604年）から慶長11年（1606年）にかけて本格的に行われたが、慶長9年（1604年）6月、岩国城築城の人員不足により、吉川家臣団の次男、三男も動員し、地元で徴集した人夫の取り締まりにあたらせている。
慶長11年（1606年）春に吉川氏は幕府から江戸城石垣の手伝普請を命じられたため、広家が人員を率いて江戸へ向かい、長佳ら岩国城の普請奉行は岩国に留まって、岩国城の築城に専念した。
慶長12年（1607年）4月には駿府城の手伝普請も幕府から命じられているが、この時点では岩国城の築城もほぼ完成していたためか、長佳も普請奉行として駿府に出張しており、更に慶長19年（1614年）には江戸城の石垣を修築する手伝普請でも吉川氏の普請奉行を長佳が務めている。
元和元年（1615年）10月に一国一城令が発令されると、長佳らが築城した岩国城は完成後わずか数年にして破却されることとなった。
元和8年（1622年）、隠居の身の吉川広家が周防国玖珂郡通津に隠居所を建てて移り住むと、長佳も通津に館を構えて広家に従った。
寛永19年（1642年）7月24日に死去。享年81。岩国錦見の普済寺に葬られた。